# Bóveda (province de Lugo)
Pour les articles homonymes, voir Bóveda.
Bóveda est une commune de la province de Lugo en Espagne située dans la communauté autonome de Galice.